# Зажабље
Зажабље је општина у Дубровачко-неретванској жупанији, Република Хрватска.

## Историја
До територијалне реорганизације у Хрватској налазила се у саставу старе општине Метковић. Седиште општине је у насељу Млиниште.

## Становништво
На попису становништва 2011. године, општина Зажабље је имала 757 становника, од чега у седишту општине Млиништу 335.
| Број становника по пописима | Број становника по пописима | Број становника по пописима | Број становника по пописима | Број становника по пописима | Број становника по пописима | Број становника по пописима | Број становника по пописима | Број становника по пописима | Број становника по пописима | Број становника по пописима | Број становника по пописима | Број становника по пописима | Број становника по пописима | Број становника по пописима | Број становника по пописима |
| --------------------------- | --------------------------- | --------------------------- | --------------------------- | --------------------------- | --------------------------- | --------------------------- | --------------------------- | --------------------------- | --------------------------- | --------------------------- | --------------------------- | --------------------------- | --------------------------- | --------------------------- | --------------------------- |
| 1857                        | 1869                        | 1880                        | 1890                        | 1900                        | 1910                        | 1921                        | 1931                        | 1948                        | 1953                        | 1961                        | 1971                        | 1981                        | 1991                        | 2001                        | 2011                        |
| 879                         | 989                         | 953                         | 1.024                       | 1.215                       | 1.398                       | 1.354                       | 1.563                       | 1.732                       | 1.818                       | 1.739                       | 1.487                       | 1.272                       | 1.065                       | 912                         | 757                         |

Напомена: Настала из старе општине Метковић. У 1857, 1869, 1921. и 1931. садржи део података града Метковић.